# Pia Schellhammer

Pia Schellhammer, 2021

Pia Schellhammer (* 7. Februar 1985 in Mainz) ist eine deutsche Politikerin (Bündnis 90/Die Grünen), verheiratet und Kandidatin auf Listenplatz 2 der Grünen für die Landtagswahl 2026. Sie ist seit 2023 Vorsitzende der Grünen-Fraktion im rheinland-pfälzischen Landtag.

## Leben und Ausbildung
Pia Schellhammer wuchs in Oppenheim unweit des damals aktiven Kernkraftwerks Biblis auf. Die Nähe zu dieser kerntechnischen Anlage weckte früh ihr Interesse an der Politik. Zur Zeit der Landtagswahl in Rheinland-Pfalz 2011, nach der sie in den Landtag gewählt wurde, war sie Studentin der Geschichte an der Johannes Gutenberg-Universität Mainz mit den Schwerpunkten Mittlere und Neuere Geschichte, Germanistik und Politikwissenschaft. Ihr Magisterstudium schloss sie im Sommer 2011 ab.

## Politik
Pia Schellhammer ist seit 2005 Mitglied von Bündnis 90/Die Grünen. Von 2008 bis 2009 war sie Sprecherin des Landesvorstandes der Grünen Jugend in Rheinland-Pfalz.  2011 rückte sie als Nachfolgerin von Astrid Becker in den Ortsbeirat Mainz-Neustadt  nach. Dieses Mandat legte sie Anfang 2012 nieder, als sie den Erstwohnsitz zurück an ihren Heimatort Oppenheim verlegte. Von der Kommunalwahl 2014 bis 2022 war Schellhammer Mitglied des Verbandsgemeinderates der Verbandsgemeinde Rhein-Selz sowie des Kreistages Mainz-Bingen. Seit den Kommunalwahlen 2019 bis 2022 saß Schellhammer für die überparteiliche Wählergruppe Wir für Oppenheim im Oppenheimer Stadtrat.
Von 2005 bis 2008 war sie Vorstandsmitglied im Ortsverband Nierstein-Oppenheim. Bis 2011 war sie Kreisvorstandssprecherin von Bündnis 90/Die Grünen Mainz-Bingen. Sie kandidierte erstmals für Bündnis 90/Die Grünen zur Bundestagswahl 2009 auf einem nicht aussichtsreichen Listenplatz für den Wahlkreis Worms. Von 2009 bis 2011 war Schellhammer im Landesvorstand der Heinrich-Böll-Stiftung Rheinland-Pfalz aktiv.
Landtagsabgeordnete
Am 27. März 2011 kandidierte sie bei der Landtagswahl in Rheinland-Pfalz im Wahlkreis Nierstein/Oppenheim und wurde über die Landesliste in den 16. Landtag von Rheinland-Pfalz gewählt. Schellhammer war das zweitjüngste Mitglied des 16. Landtags von Rheinland-Pfalz.
Schellhammer war in der 16. Legislaturperiode Vorsitzende der Enquete-Kommission des Landtags Aktive Bürgerbeteiligung für eine starke Demokratie und Mitglied im Ausschuss für Innen- und Infrastruktur und im Ausschuss für Medien- und Netzpolitik. In der 16. Wahlperiode war sie ihrer Fraktion zuständig für die Themen Demokratie, Netzpolitik, Datenschutz, Strategien gegen Rechtsextremismus, Queer und Jugend. Zudem leitete sie den „Arbeitskreis Demokratie & Infrastruktur“ der Landtagsfraktion der Grünen. In dieser Funktion hat sie vor allem Gesetzesänderungen für mehr Bürgerbeteiligung sowie den Beschluss des rheinland-pfälzischen Landestransparenzgesetzes vorangebracht.
Nach der Landtagswahl in Rheinland-Pfalz 2016 und Kabinettsbildung zog sie als Nachrückerin für Anne Spiegel über die Liste von Bündnis 90/Die Grünen erneut in den Landtag Rheinland-Pfalz ein. Zwischen 2016 und 2023 war sie Parlamentarische Geschäftsführerin ihrer Fraktion und gehört damit dem Ältestenrat des Landtages an. In der 17. Wahlperiode war sie Mitglied im Ausschusses für Inneres, Sport und Landesplanung, des Rechtsausschusses und des Wahlprüfungsausschusses und in ihrer Fraktion zuständig für die Themen Innenpolitik, Justiz, Demokratie, Netzpolitik, Datenschutz, Strategien gegen Rechtsextremismus, Queer und Jugend. In dieser Funktion war sie unter anderem federführende Abgeordnete für die Reform des rheinland-pfälzischen Verfassungsschutzes.
Bei der Wahl zum 18. Landtag von Rheinland-Pfalz erhielt Schellhammer 2021 erneut ein Listenmandat im Landtag und zog damit zum dritten Mal in den Landtag ein. Zu Beginn der Wahlperiode wurde Schellhammer erneut und einstimmig zur Parlamentarischen Geschäftsführerin ihrer Fraktion gewählt. In dieser Wahlperiode übernimmt sie zuständig in ihrer Fraktion für die Themen Bildung, Digitalisierung, Kommunen, Demokratie- und Queerpolitik.
Im Januar 2023 wurde sie einstimmig zur Fraktionsvorsitzenden ihrer Fraktion gewählt und übernimmt seitdem die Themenfelder Haushalt, Digitalpolitik und Kommunen.
Schellhammer ist Beisitzerin des Vereins „Rheinhessen gegen Rechts“. Darüber hinaus vertritt sie die Grünen im Beirat des Landesbetriebs Daten und Information, in der Versammlung der Medienanstalt Rheinland-Pfalz und in der Kommission für die Geschichte des Landes. Darüber hinaus ist Schellhammer Vorstandsmitglied des Fördervereins Projekt ehemaliges KZ Osthofen. Außerdem ist Schellhammer Vorsitzende der Grünen kommunalen Vereinigung Rheinland-Pfalz GKomV.
Seit 2012 ist Schellhammer Mitglied im Kuratorium der Fridtjof-Nansen-Akademie für politische Bildung im Weiterbildungszentrum Ingelheim. Zudem ist sie Mitglied im Kuratorium der Hochschule Worms.
Am 10. Mai 2025 wurde Schellhammer auf Listenplatz zwei der Grünen für die Landtagswahl 2026 sowie als Direktkandidatin im Wahlkreis Rhein-Selz/Wonnegau (Wahlkreis 32)gewählt.
Weitere Mitgliedschaften: Bündnis 90/Die Grünen, Förderverein Projekt Osthofen e.V., Rheinhessen gegen Rechts e.V., Verkehrsclub Deutschland, Rosa Käppscher e.V., Institut für Geschichtliche Landeskunde an der Universität Mainz e.V., Freifunk Mainz e.V., Oppenheimer Geschichtsverein, Verein der Förderer und Freunde des Deutschen Weinbaumuseums e.V., Trägerverein Bar jeder Sicht e.V., Initiative gegen Fluglärm Rheinhessen e.V., Fallschirm Mensch e.V., Kanuclub Oppenheim e.V.